# DDR-Oberliga
A DDR-Oberliga foi  a divisão de elite de futebol da Alemanha Oriental.

## Visão global
Após a Segunda Guerra Mundial, competições desportivas separadas surgiran nas metades oriental e ocidental ocupadas da Alemanha, substituindo a Gauliga da era Nazi.
Na Alemanha Oriental, uma competição de futebol de alto nível, a maior liga do sistema de ligas de futebol da Alemanha Oriental, foi criada em 1949 como a DS-Oberliga (Deutscher Sportausschuss Oberliga ou Sports alemães Associação superior League). Começando em 1958, ele levou o nome DDR-Oberliga e foi parte da estrutura de liga dentro da DFV (Associação Alemã de Futebol da RDA ou Associação Alemã de Futebol da RDA).
Na sua temporada inaugural em 1949/50 a DDR-Oberliga foi composta por 14 equipes com 2 lugares de despromoção. Ao longo das próximos quatro temporadas o número de equipes na divisão variavam de entre 17 a 19 equipas com 3 ou 4 lugares de despromoção. Começando com a temporada de 1954-1955 até á fusão do Oriente e Associações de futebol da Alemanha Ocidental em 1991/92 o campeonato foi composto por 14 equipas com 2 lugares de despromoção.
Inicialmente, a DDR-Oberliga foi organizada numa programação de outono-primavera como era tradicional na Alemanha. De 1956 a 1960, um cronograma de estilo soviético primavera-outono (ano civil) esteve em vigor. Isso exigiu uma temporada de transição em 1955 e, embora nenhum campeão tenha sido formalmente declarado nessa temporada, o SC Wismut Karl Marx Stadt terminou no topo da divisão. 1961-1962 viu o retorno de uma estação do outono-primavera e uma programação estendida (39 partidas contra 26 partidas) foram jogadas com cada clube a defrontar os outros num total de três vezes - uma vez em casa, uma vez fora, e uma vez num local neutro.
Após a Reunificação Alemã a última temporada regular da DDR-Oberliga foi disputado em 1990/91, sob a designação de NOFV-Oberliga (Nordostdeutsche Fußballverband Oberliga ou Nordeste German Football Federation Premier League). No ano seguinte a estrutura da liga da Alemanha Oriental foi incorporada no sistema da Alemanha Ocidental sob a Federação Alemã de Futebol (Deutscher Fussball Bund ou Associação Alemã de Futebol) e os dois principais clubes da NOFV-Oberliga - FC Hansa Rostock e o Dynamo Dresden - juntaram-se à primeira divisão da Bundesliga.
Durante a duração da existência da liga, a liga abaixo foi a DDR-Liga.

## Dissolução da DS-Oberliga
Em 1991, a DDR-Oberliga deixou de existir, e os seus clubes foram integrados no sistema de liga de futebol alemão. Os catorze clubes da Oberliga foram para as seguintes ligas, distribuídos por três níveis:
Bundesliga (Nível I):
- Dínamo Dresden
- Hansa Rostock

2. Bundesliga Norte (Nível II):
- FC Stahl Brandenburg

2. Bundesliga Sul (Nível II):
- Lokomotive Leipzig
- Chemnitzer FC
- Carl Zeiss Jena
- FC Rot-Weiß Erfurt
- Hallescher FC

NOFV-Oberliga Norte (Nível III):
- Dínamo Berlim
- EFC Stahl
- FC Vorwärts Frankfurt / Oder

NOFV-Oberliga Centro (Nível III):
- Magdeburgo
- FC Energie Cottbus

NOFV-Oberliga Sul (Nível III):
- FC Sachsen Leipzig

## A Oberliga reformulada como Regionalliga Nordeste
Em 1994, uma nova terceira divisão foi estabelecida na área que anteriormente compunha a Alemanha Oriental. A Regionalliga Nordeste era composta da maioria dos grandes nomes da DDR-era e de clubes de Berlim Ocidental. Os únicos clubes da última temporada da antiga DDR-Oberliga que não fizeram parte foram o Hansa Rostock, que estava a competir na Bundesliga, e o 
Hallescher FC, que tinha caído em tempos difíceis.
A liga foi dissolvida de novo em 2000 e os seus clubes foram divididos entre as duas restantes Regionalligas (III) e NOFV-Oberligas (IV), efetivamente terminando a história das ligas da Alemanha Oriental.
A Regionalliga Nordeste retornou em 2012/13 como uma das cinco ligas regionais. A nova liga vai cobrir a área da antiga RDA e Berlim e os campeões desta nova divisão irão disputar um play-off contra o vencedor da outra Regionalliga ou contra o segundo colocado na Regionalliga Sudoeste para determinar a promoção para a 3ª Liga.

## Campeões da DDR-Oberliga
O Berliner FC Dynamo foi o recordista de títulos com 10, tendo ganho todos de forma consecutiva.
| Temporada | Clube                  |
| --------- | ---------------------- |
| 1948      | Planitz                |
| 1949      | Union Halle            |
| 1949–50   | Horch Zwickau          |
| 1950–51   | Chemie Leipzig         |
| 1951–52   | Turbine Halle          |
| 1952–53   | Dínamo Dresden         |
| 1953–54   | Turbine Erfurt         |
| 1954–55   | Turbine Erfurt         |
| 1955      | Wismut Karl-Marx-Stadt |
| 1956      | Wismut Karl-Marx-Stadt |
| 1957      | Wismut Karl-Marx-Stadt |
| 1958      | Vorwärts Berlim        |
| 1959      | Wismut Karl-Marx-Stadt |
| 1960      | Vorwärts Berlim        |
| 1961–62   | Vorwärts Berlim        |

| Temporada | Clube           |
| --------- | --------------- |
| 1962–63   | Motor Jena      |
| 1963–64   | Chemie Leipzig  |
| 1964–65   | Vorwärts Berlim |
| 1965–66   | Vorwärts Berlim |
| 1966–67   | Karl-Marx-Stadt |
| 1967–68   | Carl Zeiss Jena |
| 1968–69   | Vorwärts Berlim |
| 1969–70   | Carl Zeiss Jena |
| 1970–71   | Dínamo Dresden  |
| 1971–72   | Magdeburgo      |
| 1972–73   | Dínamo Dresden  |
| 1973–74   | Magdeburgo      |
| 1974–75   | Magdeburgo      |
| 1975–76   | Dínamo Dresden  |
| 1976–77   | Dínamo Dresden  |

| Temporada                                                      | Clube          |
| -------------------------------------------------------------- | -------------- |
| 1977–78                                                        | Dínamo Dresden |
| 1978–79                                                        | Dínamo Berlim  |
| 1979–80                                                        | Dínamo Berlim  |
| 1980–81                                                        | Dínamo Berlim  |
| 1981–82                                                        | Dínamo Berlim  |
| 1982–83                                                        | Dínamo Berlim  |
| 1983–84                                                        | Dínamo Berlim  |
| 1984–85                                                        | Dínamo Berlim  |
| 1985–86                                                        | Dínamo Berlim  |
| 1986–87                                                        | Dínamo Berlim  |
| 1987–88                                                        | Dínamo Berlim  |
| 1988–89                                                        | Dínamo Dresden |
| 1989–90                                                        | Dínamo Dresden |
| 1990–91                                                        | Hansa Rostock  |
| DDR-Oberliga foi dissolvida devido a Reunificação da Alemanha. |                |

Notas
1. ↑  Temporada de transição, não reconhecida como uma temporada oficial.

## Classificações da DDR-Oberliga 1975–1991
Clubes tem os nomes que tinham antes da Reunificação da Alemanha, que não são necessariamente os atuais.
| Clube                         | 1975 | 1976 | 1977 | 1978 | 1979 | 1980 | 1981 | 1982 | 1983 | 1984 | 1985 | 1986 | 1987 | 1988 | 1989 | 1990 | 1991 |
| ----------------------------- | ---- | ---- | ---- | ---- | ---- | ---- | ---- | ---- | ---- | ---- | ---- | ---- | ---- | ---- | ---- | ---- | ---- |
| Hansa Rostock                 | 13   | —    | 14   | —    | 14   | —    | 10   | 8    | 8    | 9    | 10   | 13   | —    | 9    | 4    | 6    | 1    |
| Dínamo Dresden                | 3    | 1    | 1    | 1    | 2    | 2    | 4    | 2    | 7    | 2    | 2    | 6    | 2    | 3    | 1    | 1    | 2    |
| Dínamo Berlim                 | 4    | 2    | 4    | 3    | 1    | 1    | 1    | 1    | 1    | 1    | 1    | 1    | 1    | 1    | 2    | 4    | 11   |
| Magdeburgo                    | 1    | 3    | 2    | 2    | 4    | 4    | 3    | 6    | 6    | 5    | 5    | 4    | 5    | 7    | 6    | 3    | 10   |
| Carl Zeiss Jena               | 2    | 5    | 3    | 5    | 3    | 3    | 2    | 5    | 3    | 10   | 7    | 3    | 6    | 6    | 8    | 5    | 6    |
| Lokomotive Leipzig            | 8    | 4    | 5    | 4    | 5    | 6    | 6    | 3    | 4    | 3    | 3    | 2    | 3    | 2    | 5    | 8    | 7    |
| Karl-Marx-Stadt               | 10   | 11   | 9    | 7    | 8    | 9    | 9    | 9    | 9    | 6    | 9    | 8    | 8    | 8    | 3    | 2    | 5    |
| Turbine Erfurt                | 9    | 7    | 6    | 9    | 7    | 12   | 7    | 7    | 5    | 7    | 6    | 10   | 7    | 12   | 12   | 11   | 3    |
| FC Vorwärts Frankfurt         | 5    | 12   | 12   | 13   | —    | 5    | 5    | 4    | 2    | 4    | 8    | 9    | 10   | 13   | —    | —    | 14   |
| BSG Wismut Aue                | 12   | 6    | 10   | 11   | 11   | 10   | 12   | 10   | 10   | 8    | 4    | 11   | 4    | 10   | 7    | 13   | —    |
| FC Chemie Halle               | 11   | 8    | 7    | 6    | 6    | 7    | 8    | 11   | 11   | 14   | —    | —    | —    | 5    | 9    | 9    | 4    |
| BSG Sachsenring Zwickau       | 7    | 9    | 8    | 10   | 12   | 8    | 11   | 12   | 14   | —    | —    | 14   | —    | —    | 13   | —    | —    |
| Union Berlim                  | —    | —    | 11   | 8    | 10   | 13   | —    | —    | 12   | 13   | —    | 7    | 11   | 11   | 14   | —    | —    |
| BSG Stahl Riesa               | 6    | 10   | 13   | —    | 9    | 11   | 13   | —    | —    | 11   | 12   | 12   | 12   | 14   | —    | —    | —    |
| BSG Stahl Brandenburg         | —    | —    | —    | —    | —    | —    | —    | —    | —    | —    | 11   | 5    | 9    | 4    | 11   | 10   | 8    |
| BSG Energie Cottbus           | —    | 14   | —    | —    | —    | —    | —    | 13   | —    | —    | —    | —    | 13   | —    | 10   | 7    | 13   |
| BSG Chemie Leipzig            | —    | 13   | —    | —    | —    | 14   | —    | —    | —    | 12   | 13   | —    | —    | —    | —    | —1   | 12   |
| BSG Chemie Böhlen             | —    | —    | —    | 12   | 13   | —    | 14   | —    | 13   | —    |      | —    | —    | —    | —    | —1   | 12   |
| BSG Fortschritt Bischofswerda | —    | —    | —    | —    | —    | —    | —    | —    | —    | —    | —    | —    | 14   | —    | —    | 14   | —    |
| BSG Stahl Eisenhüttenstadt    | —    | —    | —    | —    | —    | —    | —    | —    | —    | —    | —    | —    | —    | —    | —    | 12   | 9    |
| BSG Motor Suhl                | —    | —    | —    | —    | —    | —    | —    | —    | —    | —    | 14   | —    | —    | —    | —    | —    | —    |
| BSG Chemie Buna Schkopau2     | —    | —    | —    | —    | —    | —    | —    | 14   | —    | —    | —    | —    | —    | —    | —    | —    | —    |
| BSG Wismut Gera               | —    | —    | —    | 14   | —    | —    | —    | —    | —    | —    | —    | —    | —    | —    | —    | —    | —    |
| ASV Vorwärts Stralsund        | 14   | —    | —    | —    | —    | —    | —    | —    | —    | —    | —    | —    | —    | —    | —    | —    | —    |

Source: «DDR-Oberliga». Das deutsche Fussball-Archiv. Consultado em 6 de Agosto de 2020
- 1 BSG Chemie Leipzig (desde maio de 1990 com o nome de FC Grün-Weiß Leipzig) e o BSG Chemie Böhlen fundiram-se em Agosto de 1990, formando o FC Sachsen Leipzig.
- 2 O clube continuo como SV Merseburg 99 (de) depois da Reunificação da Alemanha. SV Merseburg 99 fundiu-se com o VfB IMO Merseburg em 2019 formando o 1. FC Merseburg (de).